# Bensong Cuo
Bensong Cuo (kinesiska: 本松错) är en sjö i Kina. Den ligger i den autonoma regionen Tibet, i den sydvästra delen av landet, omkring 600 kilometer nordväst om regionhuvudstaden Lhasa. Trakten runt Bensong Cuo består i huvudsak av gräsmarker.
Genomsnittlig årsnederbörd är 701 millimeter. Den regnigaste månaden är juli, med i genomsnitt 234 mm nederbörd, och den torraste är november, med 1 mm nederbörd.